# Codices Palatini germanici

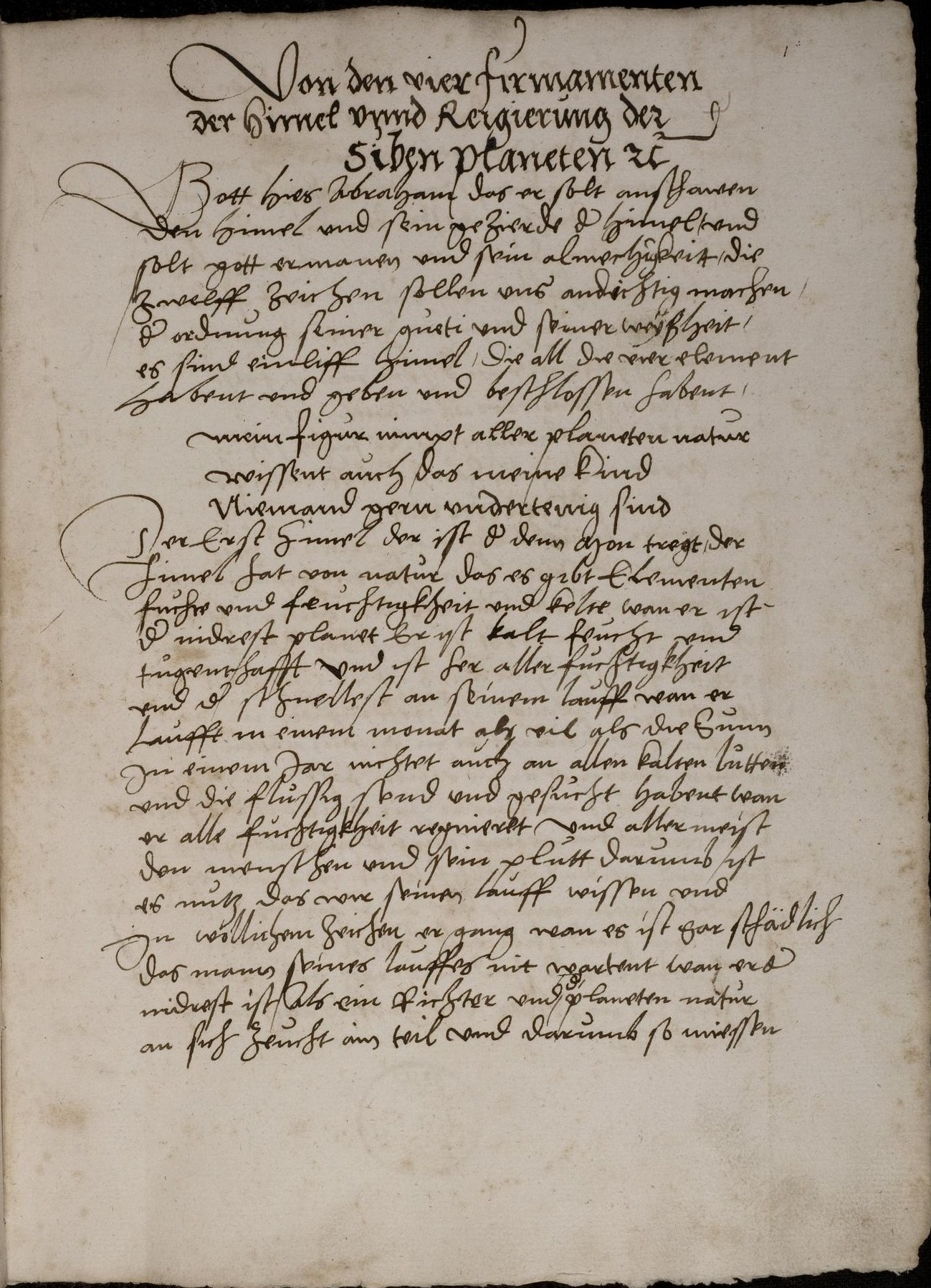
Cod. Pal. germ. 1 (um 1538), Blatt 1r: Planetentraktat

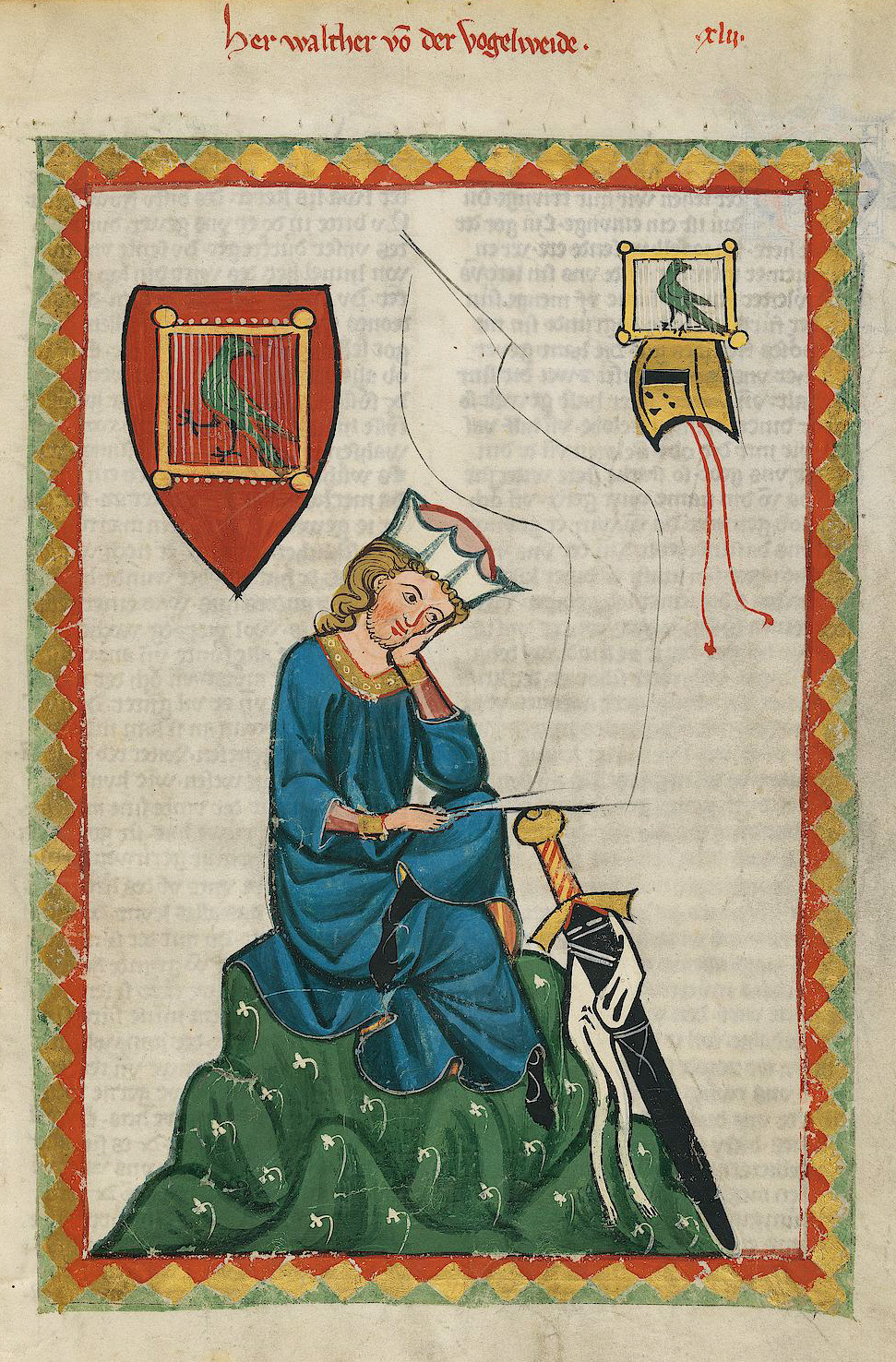
Codex Manesse, Heidelberg, UB, Cod. Pal. germ. 848 (um 1300, Nachträge bis um 1340), fol. 124r: Walther von der Vogelweide

Codices Palatini germanici (ältere Schreibweise: Codices Palatini Germani, fachwissenschaftliche Benennung: Cod. Pal. germ., Abkürzung: Cpg) sind die deutschsprachigen Handschriften aus der ehemaligen Bibliotheca Palatina in Heidelberg. Es handelt sich um 848 Codices, die heute in der Universitätsbibliothek Heidelberg aufbewahrt werden – die viertgrößte Sammlung mittelalterlicher deutscher Handschriften nach Berlin, München und Wien.
Besonders bemerkenswert ist der große Anteil von Büchern zur Medizin und Alchemie, den besonderen Vorlieben der pfälzischen Kurfürsten. Dieser Gruppe gehören 298 Bände an. Weitere Bestände: 235 Bände zur Theologie, 120 zu Geschichte, Kalender, Formular- und Stammbücher, 100 Literatur, 30 Astrologie, 20 Jura, 20 Kriegs- und Feuerwerksbücher.

## Geschichte
Während des Dreißigjährigen Krieges wurden die Handschriften und Drucke der Bibliotheca Palatina in die Vatikanische Apostolische Bibliothek nach Rom gebracht. Dort wurden sie größtenteils neu eingebunden, geordnet und mit den noch heute gültigen Signaturen versehen. Letzteres wurde wohl um 1675 von Augustinus Grimanus durchgeführt, der Schreiber für Hebräisch, Latein und Deutsch war.
Als Folge des Wiener Kongresses wurden Ende 1815 zunächst 38 griechische und lateinische Handschriften der Palatina nach Heidelberg zurückgegeben, die infolge des Frieden von Tolentino vom Vatikan an Frankreich ausgeliefert worden waren. Danach kehrten 1816 mit Unterstützung des Oberaufsehers der Kunstschätze des Kirchenstaates (seit 1802) Antonio Canova, der 1815 die Restitution der von Napoleon nach heutigem Verständnis geraubten, nach damals herrschender Anschauung jedoch vom Sieger legal erworbenen und nach Frankreich verbrachten Beutekunst erreicht hatte, wenigstens die deutschsprachigen Handschriften in die Universitätsbibliothek Heidelberg zurück. Zur Begründung dieses Anspruchs hatte Canova den Begriff des  „nationalen Kulturguts“ und die damit verbundene Vorstellung von dessen Schutzwürdigkeit gegenüber Zerstörung, Zerstreuung und Wegführung entwickelt, wodurch er die bis dahin auch hinsichtlich Kulturguts von nationaler Bedeutung uneingeschränkte völkerrechtliche Legalität des Beuterechts bezüglich jeglicher Kriegsbeute insoweit infrage stellte. Den von ihm entwickelten Rechtsbegriff des schützenswerten und unveräußerlichen nationalen Kulturguts wandte er konsequenterweise ebenfalls auf die 1622 als Kriegsbeute nach Rom verschleppten Handschriften der Bibliotheca Palatina an. Sein Ziel der vollständigen Rückführung der Bibliotheca Palatina erreichte er zwar nicht, doch als Ergebnis eines Kompromisses kehrten 1816 wenigstens die 847 deutschsprachigen Handschriften in die Pfalz zurück und werden seitdem in der Universitätsbibliothek Heidelberg aufbewahrt. Die Handschrift cpg 848, der weltberühmte Codex Manesse, kam erst 1888 aus der Pariser Königlichen Bibliothek, wo er 230 Jahre verwahrt worden war, nach Deutschland. Die lateinischen  und griechischen Handschriften (Codices Palatini latini oder kurz Pal. lat.; Codices Palatini graeci oder kurz Pal. gr.) ebenso wie die gedruckten Bände befinden sich noch heute größtenteils in Rom.
Die erste Auflistung der zurückgegebenen Handschriften besorgte Friedrich Wilken schon im darauf folgenden Jahr. Weitere Kataloge stammen von Karl Bartsch (1887), Jakob Wille (1903) und Hans Wegener (1927). Im Zweiten Weltkrieg wurden die Handschriften an wechselnden Orten gelagert, zuletzt in einem Salzbergwerk, wo sie das Kriegsende unversehrt überstanden. In den Jahren 1961 bis 1963 wurden 130 Bände restauriert, es wurden Tinten- und Farbfraßschäden beseitigt und schadhafte Einbände repariert.

## Übersicht – Listen der Codices Palatini germanici 1–848
Zur besseren Übersicht ist die Gesamtliste der 848 Codices aufgeteilt auf neun Einzel-Listen mit maximal 100 Einträgen:
- Liste der Codices Palatini germanici 1–99
- Liste der Codices Palatini germanici 100–199
- Liste der Codices Palatini germanici 200–299
- Liste der Codices Palatini germanici 300–399
- Liste der Codices Palatini germanici 400–499
- Liste der Codices Palatini germanici 500–599
- Liste der Codices Palatini germanici 600–699
- Liste der Codices Palatini germanici 700–799
- Liste der Codices Palatini germanici 800–848

### Bibliothekskataloge
Die modernen Bibliothekskataloge, mit wissenschaftlichen Beschreibungen nach den Richtlinien der DFG, verzeichnen alle 848 Handschriften der Codices Palatini germanici und stehen vollständig im Internet zur Verfügung; die entsprechenden Katalogeinträge sind bei den Digitalisaten der jeweiligen Handschriften verlinkt:
- Karin Zimmermann (Bearb.), unter Mitwirkung von Sonja Glauch, Matthias Miller, Armin Schlechter: Die Codices Palatini germanici in der Universitätsbibliothek Heidelberg (Cod. Pal. germ. 1–181). Kataloge der Universitätsbibliothek Heidelberg, Band 6. Reichert Verlag, Wiesbaden 2003, ISBN 978-3-89500-152-9 (Digitalisat).
- Matthias Miller, Karin Zimmermann (Bearb.): Die Codices Palatini germanici in der Universitätsbibliothek Heidelberg (Cod. Pal. germ. 182–303). Kataloge der Universitätsbibliothek Heidelberg, Band 7. Harrassowitz Verlag, Wiesbaden 2005, ISBN 978-3-447-05030-2 (Digitalisat).
- Matthias Miller, Karin Zimmermann (Bearb.): Die Codices Palatini germanici in der Universitätsbibliothek Heidelberg (Cod. Pal. germ. 304–495). Kataloge der Universitätsbibliothek Heidelberg, Band 8. Harrassowitz Verlag, Wiesbaden 2007, ISBN 978-3-447-05229-0 (Digitalisat).
- Pamela Kalning, Matthias Miller, Karin Zimmermann (Bearb.), unter Mitarbeit von Lennart Güntzel: Die Codices Palatini germanici in der Universitätsbibliothek Heidelberg (Cod. Pal. germ. 496–670). Kataloge der Universitätsbibliothek Heidelberg, Band 9. Harrassowitz Verlag, Wiesbaden 2014, ISBN 978-3-447-10146-2 (Digitalisat).
- Pamela Kalning, Matthias Miller, Karin Zimmermann (Bearb.): Die Codices Palatini germanici in der Universitätsbibliothek Heidelberg (Cod. Pal. germ. 671–848). Kataloge der Universitätsbibliothek Heidelberg, Band 12. Harrassowitz Verlag, Wiesbaden 2016, ISBN 978-3-447-10146-2 (Digitalisat).

Ältere Kataloge:
- Friedrich Wilken: Geschichte der Bildung, Beraubung und Vernichtung der alten Heidelberger Büchersammlungen [...] nebst einem [...] Verzeichniß der im Jahr 1816 [...] der Universität Heidelberg zurückgegebenen Handschriften. August Oswald’s Universitäts-Buchhandlung, Heidelberg 1817 (Digitalisat).
- Karl Bartsch: Die altdeutschen Handschriften der Universitäts-Bibliothek in Heidelberg. Katalog der Handschriften der Universitätsbibliothek in Heidelberg, Band 1. Verlag von Gustav Koester, Heidelberg 1887 (Digitalisat).
- Jakob Wille: Die deutschen Pfälzer Handschriften des XVI. und XVII. Jahrhunderts der Universitäts-Bibliothek in Heidelberg. Mit einem Anhange: Die Handschriften der Batt’schen Bibliothek. Katalog der Handschriften der Universitätsbibliothek in Heidelberg, Band 2. Verlag von Gustav Koester, Heidelberg 1903 (Digitalisat).
- Hans Wegener: Beschreibendes Verzeichnis der deutschen Bilder-Handschriften des späten Mittelalters in der Heidelberger Universitäts-Bibliothek. Verlagsbuchhandlung J. J. Weber, Leipzig 1927 (Digitalisat).
- Wilfried Werner: Cimelia Heidelbergensia. 30 illuminierte Handschriften der Universitätsbibliothek Heidelberg. Ludwig Reichert Verlag, Wiesbaden 1975, ISBN 3-920153-41-3 (Digitalisat).